# 瀬川慶
瀬川 慶（せがわ けい、12月25日 - ）は、日本とハワイを拠点に活動しているタレント。シー・フォルダ所属。

## 略歴
実家は自動車工場を営む。弟が1人いる。
小学4年生から中学時代までをミシガン州デトロイトで過ごした後に日本へ戻り、日本大学芸術学部映画学科演技コースを卒業。大学在学中にリポーターの仕事を始め、数々の番組に出演する。所属事務所は公式サイトのプロフィールページ（下記外部リンク節を参照）において、瀬川の出身地をデトロイトと定義している。
2002年からハワイに在住。

## 出演
所属事務所プロフィールページ（下記外部リンク節を参照）に記載がない出演作については、2010年代に同社とゼストハワイが人物紹介記事で公表していたプロフィールからの参考。

### 舞台
- 横浜博覧会 ミュージカル
- 大阪新歌舞伎座 神野美伽特別公演

### オリジナルビデオ
- 吸血鬼狩り
- 打鐘

### テレビドラマ
- 静かなるドン（日本テレビ）

### テレビ番組
- 天気！天気！天気！（テレビ東京） - キャスター
- 独占!!サイクルスポーツ（テレビ東京） - キャスター
- CAN DO レイソル（千葉テレビ） - キャスター
- レイソルタイム（J:COM 東関東） - リポーター
- Jリーグ中継（CS） - リポーター
- 菜の花人（千葉テレビ） - リポーター
- 面白スポーツ（NHK）
- Jリーグダイジェスト（NHK）
- FNN World Uplink（フジテレビ）
- キャッチアップ（TBS）
- 地球知りたい気分！（テレビ東京）
- オールナイトフジ（フジテレビ） - 洋楽コーナー担当
- NNNニュースプラス1（日本テレビ） - リポーター
- 日米ITS最前線リポート（TBS） - リポーター
- あの街この町天気予報（TBS） - キャスター
- Kei's Japan（パシフィックテレビジョン） - ナビゲーター
- ALOHA CHANNEL（BS日テレ、2005年 - 2008年） - ナビゲーター
- Life inn Hawaii（BS-TBS、2014年[8]） - ナビゲーター
- ハワイ発！Made in Hawaii TV〜ハワイから愛を込めて〜（J:COMチャンネル / ハワイホテルチャンネル、2020年[9] - ） - ナレーター

### ラジオ番組
- Hawaiian Airlines In Flight Radio（ハワイアン航空）
- Wiki Wiki Hawaii（InterFM） - パーソナリティ
- オリオリサテライトスタジオ（FM101） - DJ

### CM
- ダイワハウス
- 花王
- 大鵬薬品工業
- レッドロブスター
- 武田薬品工業
- ハクビ京都きもの学院
- ソシエdeエステ